# Mártonfy Lajos
Mártonfy Lajos, Mártonfi (Szilágysomlyó, 1857. május 21. – Szamosújvár, 1908. december 20.) paleontológus, geológus, bölcsészdoktor, főgimnáziumi igazgató.

## Élete
Az erdélyi örmény nemesi Mártonfi család leszármazottja.  
Középiskolai tanulmányait a kolozsvári református kollégiumban végezte 1878-ban. 1878-tól 1880. júliusig a kolozsvári egyetemen mint ásvány-földtani szakösztöndíjas a tanári pályát végezte, Koch Antal mellett geológiai kutatásokat végzett. 1880-ban bölcseletdoktori és 1882-ben tanári oklevelet szerzett a természetrajz-vegytanból. 1880-ban a szamosújvári örmény katolikus gimnáziumhoz tanárrá választatott. Ezen intézet államositásával állami szolgálatba lépett 1894. október 17-én; ekkor megbizatott a szamosújvári magyar királyi állami főgimnázium igazgatói teendőinek ideiglenes ellátásával is; 1895. augusztus 17-én lett az intézet rendes igazgatója. 

## Írásai
Cikkei a kolozsvári Orvostermészettudom. Értesítőben (1879. Uj adatok Radna ásványainak jegyzékéhez, 1880. Adatok a szilágysomlyói neogen képletek ismeretéhez. Pótlás Radna ásványainak jegyzékéhez. Ásvány-földtani kirándulás Erdély északnyugati szegletébe, 1882. Ásványföldtani kirándulás a Sebes-körös völgyében, Sirályok és hatytyúk az erdélyi részekben, Jelentés a Mezőségen tett földtani kirándulásokról, 1883. Spalax typhlus, és könyvism. 1884. A szamosujvári sétatéri tó faunájáról, 1886. Adatok a bujturi mediterrán homok foraminifera faunájához, 1888. Ein neues Vorkommen von Adular am Maugaraberge bei Szilágy-Somlyó, Három érdekes kopoltyúslábú rák a szamosujvári faunából, 1890. Anthracotherium magnum Cuv. Kis-Krisztolczról, 1891. földtani viszonyok és történelem előtti idők nyomai a Mezőségen, 1892. Adatok az erdélyi medencze ásványföldtani ismeretéhez, 1893. Adatok Bujtor fossil faunájához); a szomosujvári főgymnasium Értesítőjében (1881. A foraminiferák szerepe a föld fejlődéstörténetében, 1883. A természet könyvéből, 1886. A mi nagy kirándulásunk, 1887. A természetrajzi gyűjtemények gyarapítása csereviszony által); a Magyar Polgárban (1882. 268. sz. Iskolai és nemzetiségi kérdés, 1883. 111. sz. Gránie-e vagy Dacit, 1884. 64. sz. Oláh-e vagy román? 1885. 3. sz. Az egészségtan és az oktatási intézetek, 30. Farsangi háború); a középiskolai Tanáregylet Közlönyében (1883. Kiáltó szó a természetrajzi oktatás érdekében); az Armeniában (A tifliszi és általában a keleti örményekről); a Természettudományi Közlönyben 1883. (185. l. könyvism.), az Erdélyben (1892. Kirándulás Cziblesre az ilosvai patak völgyén); a Magyar orvosok és természetvizsgálók Munkálataiban (1892. Egy pár szó a Mezőség fogalmának és határvonalainak tisztázásához); írt még a Magyar Tanügybe, a Vasárnapi Ujságba (1883. Óriások csontjai a biharmegyei pesterei barlangban), az Egyetértésbe (1884. 116. sz. Iskola és nemzetiségi kérdés), a Kolozsvárba és Szilágy-Somlyóba (1885. 15. sz. Madárvonulás Sz.-Somlyó felett).

## Munkája
- Őslénytani tanulmányok a foraminiferákról. Kolozsvár, 1880 (bölcseletdoktori értekezés)

## Jegyei
Gemma a Magyar Polgárban és Szilágy-Somlyóban és M. L. az Egyetértésben. 